# Путане, Виргиния Адамовна
Виргиния Адамовна Путане (латыш. Virgīnija Putāne; латг. Virģīnija Putāne; 25 июля 1925 года, Латвия — 16 февраля 1993 года, Латвия) — советский латвийский государственный, партийный и хозяйственный деятель, главный зоотехник колхоза «Дзиркстеле» Даугавпилсского района Латвийской ССР. Герой Социалистического Труда (1971). Депутат Верховного Совета Латвийской ССР 4, 8 — 9 созывов. Член ЦК КП Латвии.

## Биография
В 1950 году окончила Латвийскую сельскохозяйственную академию. Трудилась главным зоотехником сельхозотдела исполкома Гривского районного Совета народных депутатов, зоотехником МТС. В 1954 году вступила в КПСС. С 1957 по 1965 года — исполняющая обязанности председателя правления колхоза «Дзиркстеле» Даугавпилсского района. С 1965 года — зоотехник, главный зоотехник в этом же колхозе.
Внесла значительный вклад в выполнение колхозом заданий Восьмой пятилетки (1966—1970) по животноводству. Указом Президиума Верховного Совета СССР от 8 апреля 1971 года удостоена звания Героя Социалистического Труда «за выдающиеся успехи, достигнутые в развитии сельскохозяйственного производства и выполнении пятилетнего плана продажи государству продуктов земледелия и животноводства» с вручением ордена Ленина и золотой медали Серп и Молот.
Избиралась депутатом Верховного Совета Латвийской ССР 4, 8 — 9 созывов, делегатом XXII и XXIV съездов КПСС, кандидатом в члены ЦК КП Латвии (1971—1976), членом ЦК КП Латвии (1976—1981).
Умерла в апреле 2013 года.
Награды и звания
- Герой Социалистического Труда
- Орден Ленина
- Орден Трудового Красного Знамени (1965)
- Заслуженный зоотехник Латвийской ССР.